# Мейперл (Техас)
Мейперл (англ. Maypearl) — місто (англ. city) в США, в окрузі Елліс штату Техас. Населення — 939 осіб (2020).

## Географія
Мейперл розташований за координатами 32°18′40″ пн. ш. 97°0′24″ зх. д. / 32.31111° пн. ш. 97.00667° зх. д. (32.311017, -97.006630).  За даними Бюро перепису населення США в 2010 році місто мало площу 2,14 км², з яких 2,10 км² — суходіл та 0,05 км² — водойми.

## Демографія
Згідно з переписом 2010 року, у місті мешкали 934 особи в 299 домогосподарствах у складі 232 родин. Густота населення становила 436 осіб/км².  Було 319 помешкань (149/км²).
Расовий склад населення:
| - 86,0 % — білих - 5,8 % — чорних або афроамериканців - 1,3 % — корінних американців - 0,1 % — азіатів - 5,5 % — осіб інших рас |

До двох чи більше рас належало 1,4 %. Частка іспаномовних становила 18,4 % від усіх жителів.
За віковим діапазоном населення розподілялося таким чином: 34,0 % — особи молодші 18 років, 57,3 % — особи у віці 18—64 років, 8,7 % — особи у віці 65 років та старші. Медіана віку мешканця становила 30,1 року. На 100 осіб жіночої статі у місті припадало 97,0 чоловіків;  на 100 жінок у віці від 18 років та старших — 93,1 чоловіків також старших 18 років.
Середній дохід на одне домашнє господарство  становив 65 931 долар США (медіана — 60 789), а середній дохід на одну сім'ю — 71 880 доларів (медіана — 63 750). За межею бідності перебувало 5,9 % осіб, у тому числі 9,7 % дітей у віці до 18 років та 0,0 % осіб у віці 65 років та старших.
Цивільне працевлаштоване населення становило 353 особи. Основні галузі зайнятості: будівництво — 18,4 %, освіта, охорона здоров'я та соціальна допомога — 15,3 %, виробництво — 11,9 %, публічна адміністрація — 9,9 %.